# Schumanniophyton problematicum
Schumanniophyton problematicum är en måreväxtart som först beskrevs av Auguste Jean Baptiste Chevalier, och fick sitt nu gällande namn av André Aubréville. Schumanniophyton problematicum ingår i släktet Schumanniophyton och familjen måreväxter. IUCN kategoriserar arten globalt som sårbar. Inga underarter finns listade i Catalogue of Life.